# تآلف (موسيقى)

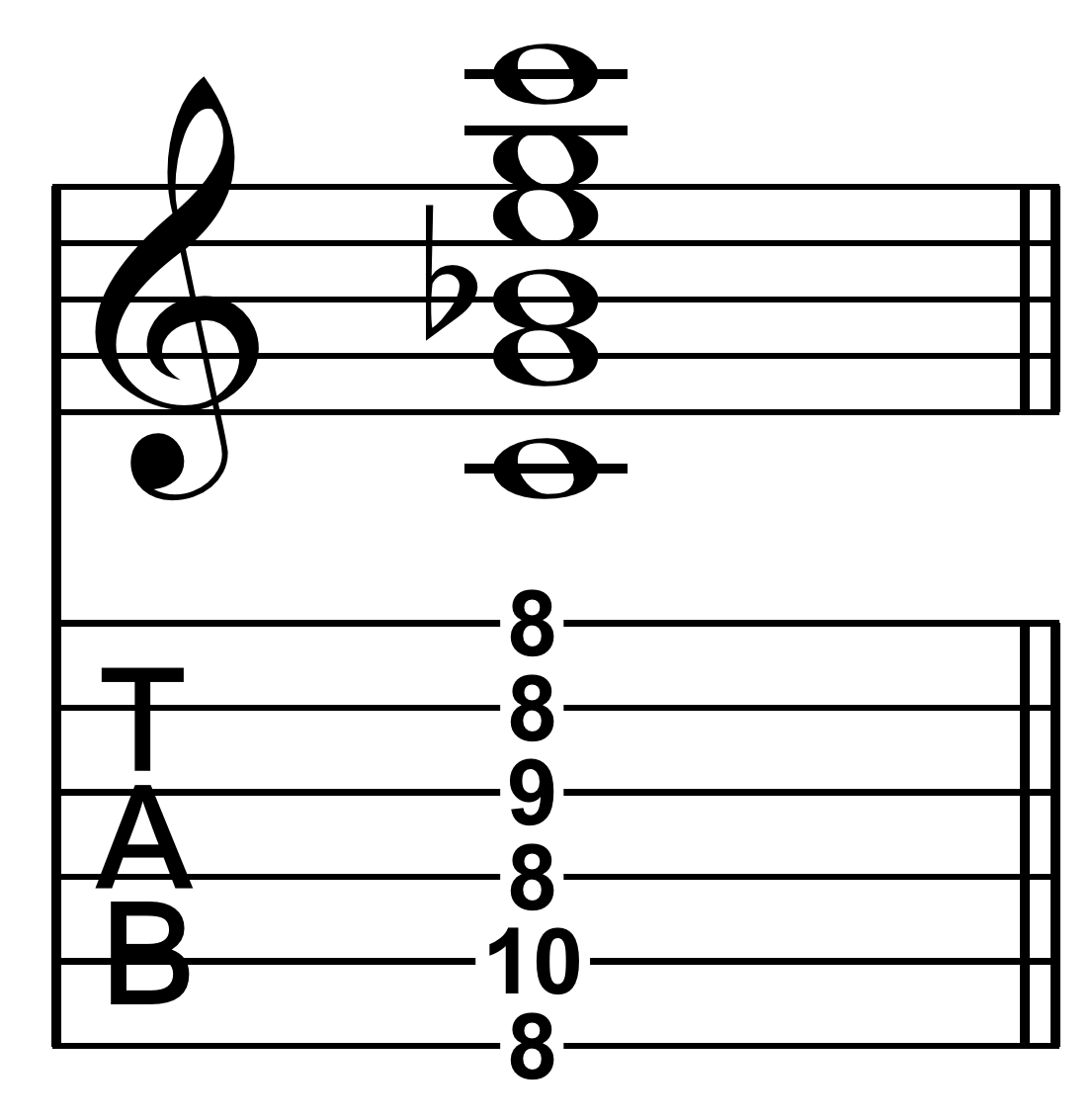

التآلف أو الكورد هو ترافق نغمتين (نوتتين) أو أكثر، حيث تُعزَف في آن واحد، وتُكتَب في المدرج الموسيقى معاً على نفس الخط العمودي.